# Чжоу Тенун
Чжоу Тенун (кит. 周铁农, ноябрь 1938, Мукден, провинция Фэнтянь, Маньчжоу-го — 3 ноября 2023, Пекин) — китайский политический деятель, председатель ЦК Революционного комитета Гоминьдана и заместитель Председателя Постоянного комитета Всекитайского собрания народных представителей.

## Биография
В 1955—1960 годах учился в Пекинском университете.
В 1991—1992 годах заместитель губернатора провинции Хэйлунцзян, заместитель председателя партийной ячейки Революционного комитета Гоминьдана, её глава впоследствии.
В 1992—1998 годах заместитель председателя ЦК Революционного комитета Гоминьдана, оставаясь на прежних[каких?] должностях в провинции.
С 15 декабря 2007 года Председатель ЦК Революционного комитета Гоминьдана.
В 2008—2013 годах — зампред Постоянного комитета Всекитайского собрания народных представителей.
Скончался 3 ноября 2023 года в Пекине.